# Chișcăreni
Chișcăreni è un comune della Moldavia situato nel distretto di Sîngerei di 5.720 abitanti al censimento del 2004.

## Località
Il comune è formato dall'insieme delle seguenti località (popolazione 2004):
- Chișcăreni (4.279 abitanti)
- Grigorești (319 abitanti)
- Slobozia-Chișcăreni (1.122 abitanti)